# Yossif Kobzon
Yossif Davidovitch Kobzon (en russe : Иосиф Давидович Кобзон), connu aussi dans les pays francophones et anglophones comme Joseph Kobzon, né le 11 septembre 1937 à Tchassov Yar près de Donetsk alors dans l'Union soviétique (aujourd'hui en Ukraine) et mort le 30 août 2018 à Moscou, est un chanteur soviétique puis russe.

## Biographie
Yossif Kobzon est né de parents juifs dans la ville minière de Tchassov Yar de la région du Donbass en RSS d'Ukraine. À la fin de l'année 1939, la famille déménage à Lvov, où le père, David Kobzon, est nommé à la direction du personnel de l'usine de confiserie Kirov. Au début de la Grande Guerre patriotique, la famille est évacuée en RSS d'Ouzbékistan (le père, la mère née Ida Issaïevna Choïkhet, et les trois enfants, Isaac, Emmanuel et Joseph, ainsi que la grand-mère maternelle, un frère invalide et les grands-parents paternels et l'oncle paternel). Ils sont installés à Yanguiyoul près de Tachkent. Le père est mobilisé au front où il est sérieusement blessé en 1943. Une fois soigné de ses blessures, il ne retourne pas dans sa famille et se remarie à Moscou avec une autre femme. En 1944, la famille - sans le père - s'installe à Kramatorsk. En 1946, la mère se remarie avec un ancien combattant, Moïse Moïsseïevitch Rappoport, père de deux garçons et d'une fille. À la fin des années 1940, toute la famille déménage à Dniepropetrovsk dans une chambre louée à un colonel à la retraite au 16 de la rue Dimitrov, jusqu'en 1957.
Jeune garçon, il démontre un réel talent pour le chant en remportant de nombreux concours de chant régionaux. Il atteint les finales nationales à deux reprises, en participant à des concerts dédiés à Staline - un honneur important à l’époque. En dépit de son talent pour le chant, Yossif Kobzon s'inscrit en 1956 à l'école technique pour étudier la géologie et l'exploitation minière à Dniepropetrovsk, bénéficiant d'une bourse de 180 roubles, somme importante pour l'époque ; ces domaines étant considérés comme lucratifs en Union soviétique après la Seconde Guerre mondiale. Cependant, en 1959, après avoir été en contact avec des professeurs de musique professionnels de l'armée soviétique, où il effectua son service militaire en tant que membre de la troupe et du groupe de danse des armées, il décida que la musique serait sa vocation préférée. Il étudia donc auprès de Leonid Terechtchenko, directeur du chœur du palais des étudiants de Dniepropetrovsk, qui le prépara à l'entrée au conservatoire d'Odessa. Plus tard, il fréquente plusieurs institutions de Moscou dont l'illustre GITIS et l'académie Gnessine.
En 1959, il se produit comme vocaliste dans le programme de Mark Mestetchkine au cirque du boulevard Tsvetnoï.
De 1959 à 1962, il est soliste de la radio de l'Union soviétique, de 1962 à 1965 soliste au Goskontsert (Union du concert national d'URSS) et de 1965 à 1989, soliste du Moskontsert (Union des ensembles musicaux, de variété et de cirque de Moscou). Il apparaît à partir de mars 1962 dans une émission télévisée extrêmement populaire dans toute l'URSS, intitulée S dobrym outrom ! (С добрым утром!, Bonne matinée) où il interprète des chansons d'Arkadi Ostrovski. On le voit aussi dès cette année dans l'émission Golouboï ogoniok (Голубой огонёк, L'Étincelle bleue), très suivie dans tous les pays de l'URSS. Il chante entre autres Cuba, mon amour composée par Alexandra Pakhmoutova. 
Au milieu des années 1960, Kobzon participe à plusieurs concours de chant, notamment devenant lauréat du Festival de Sopot (prix spécial) en 1964 et du festival bulgare Orphée d'or (3e prix) en 1968.
Sa carrière en solo commence en 1970. Il ouvre entre autres la première édition de la Chanson de l'Année en 1971, en interprétant La Ballade des couleurs d'Oscar Feltsman et Robert Rojdestvenski.
Dans les années 1980, lors de la guerre d'Afghanistan, il se rend sur les bases militaires et chante devant les soldats soviétiques.
À partir de 1984, il occupe le poste de directeur artistique du département de la musique vocale de variétés de l’Académie russe de musique Gnessine, où il enseigne la musique vocale de variétés (depuis 1993 - professeur).
En 1990, son nom est également associé à la mafia, les rumeurs faisant de lui le boss de la moitié de Moscou. Il apparait dans les enquêtes criminelles de plusieurs pays européens, mais lui parlait de simples amitiés.
Le 11 septembre 2011, il fête son anniversaire des 70 ans sur scène du palais d'État du Kremlin. L'année suivante il annonce sa retraite de la scène.
On lui découvre un cancer de la prostate au début des années 2000. Il meurt des suites de sa maladie le 30 août 2018 à Moscou. Il est enterré au cimetière Vostriakovo.

### Politique
Du temps de l'URSS, Yossif Kobzon est membre du PCUS à partir de 1973. Ensuite il devient membre du parti politique Russie unie classé au centre droit et député de la 2e-6e Douma de la fédération de Russie. 
Après avoir été soviétique, Yossif Kobzon est citoyen russe.

### Vie privée
Yossif Kobzon a été marié trois fois :
- avec la chanteuse Veronika Krouglova (née en 1940) de 1965 à 1967 ;
- avec l'actrice Lioudmila Gourtchenko (1935-2011) de 1967 à 1970 ;
- avec Ninel Mikhaïlovna Drizina (née en 1950) depuis 1971. Ensemble, ils ont deux enfants (Andreï, né en 1974, et Natalia, née en 1976) et sept petits-enfants.

## Répertoire
Le répertoire de Kobzon comprend de la musique légère extrêmement populaire dans les pays de l'ancienne Union soviétique et en Russie actuelle, des romances classiques, quelques morceaux d’opérette et d'arioso, des chansons folkloriques russes, ukrainiennes et juives, des œuvres des auteurs-compositeurs-interprètes soviétiques comme Boulat Okoudjava et Vladimir Vyssotski. Il chantait également les chansons patriotiques lors des événements et célébrations officielles avec les Chœurs de l'Armée rouge au palais d'État du Kremlin.
Ses chansons sont entrées dans la finale de la Chanson de l'Année plus de trente fois.

## Récompenses et honneurs
- artiste du peuple de l'URSS (1984)
- Ordre du Courage (2002)

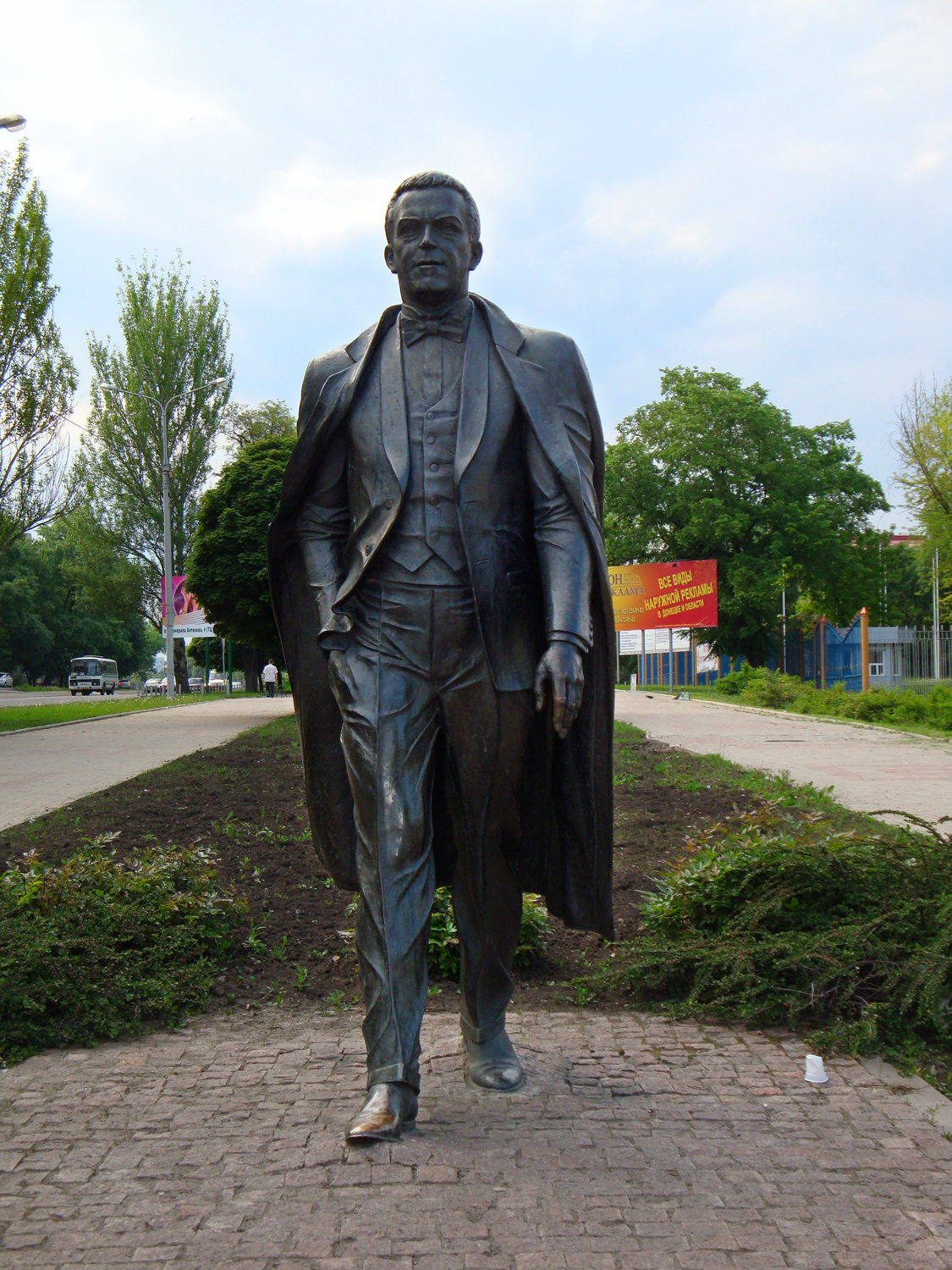
Monument de Kobzon à Donetsk.

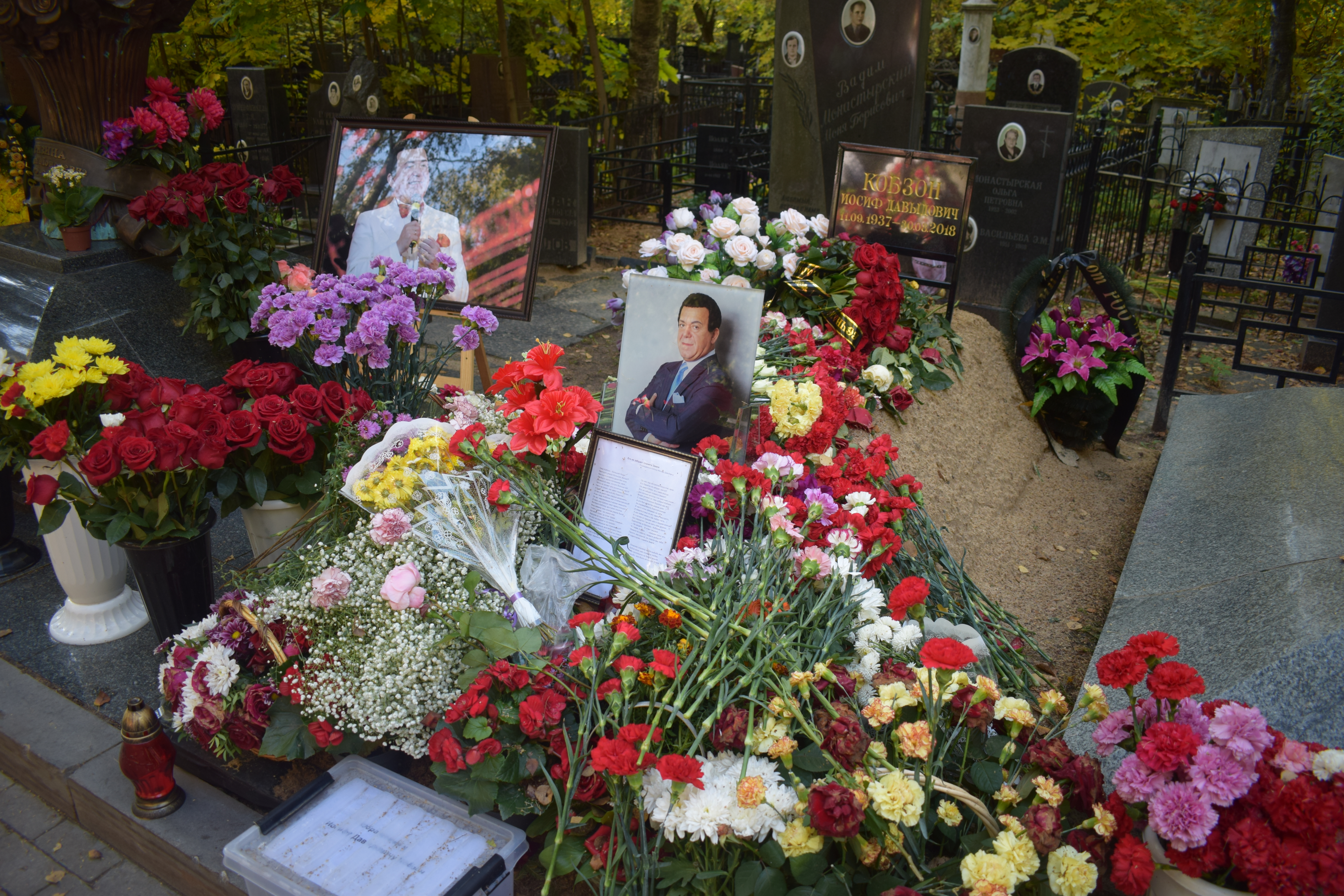
Sépulture.

- ordre du Mérite pour la Patrie de 3e classe (1997)
- ordre du Mérite pour la Patrie de 2e classe (2002)
- ordre du Mérite pour la Patrie de 1er classe (2012)
- prix du Komsomol (1976), pour les concerts de 1974-1975
- prix d'État de l'URSS (1984), pour les concerts de 1980-1983
- ordre de l'Amitié des peuples (1989)
- Ordre de Saint-Serge de Radonège de 3e classe
- L'astéroïde (3399) Kobzon, découvert le 22 septembre 1979 par l'astronome Nikolaï Tchernykh de l'observatoire d'astrophysique de Crimée[11], a été dénommé de son nom.
- Prix littéraire russe Mikhaïl Lermontov en 2017